# Katherine Helmond
Katherine Marie Helmond, mais conhecida como Katherine Helmond (5 de julho de 1929 - 23 de fevereiro de 2019), foi uma atriz e diretora de cinema estadunidense de cinema, teatro e televisão. Ao longo de suas cinco décadas de atuação na televisão, ela era mais conhecida por seu papel como a matriarca Jessica Tate da sitcom Soap, aonde ela ganhou um Globo de Ouro de melhor atriz em uma série de comédia em 1980, e também por seu papel como Mona Robinson em Who's the Boss? (1984-1992), aonde ela ganhou um Globo de Ouro de melhor atriz coadjuvante em uma série de comédia em 1988. Ela também interpretou Doris Sherman na série Coach e Lois Whelan, a mãe de Debra Barone no Everybody Loves Raymond. Ela também apareceu como convidada em vários talk shows e diversos outros programas.
Helmond teve papéis coadjuvantes em filmes como Family Plot de Alfred Hitchcock (1976) e Brazil de Terry Gilliam (1985). Ela também dublou Lizzie nos três filmes Carros da Disney/Pixar.